# 學生之新聞
學生之新聞（がくせいのしんぶん）は、かつて中日新聞朝刊（名古屋本社発行版）で毎週火曜日、見開き2ページで連載されていた大学生の読者参加型のページ。大学生約40人が「スタッフ」として企画や取材に関わり、記事の執筆などをしていた。紙面内容は、プロの記者が、大学生の行う取り組みなどをメインで紹介。その他、大学生の投稿による記事が載せられていた。
創刊号は2001年（平成13年）3月13日。2013年（平成25年）3月19日の最終号をもって連載を終了したが、終了後は新たに「いまドキッ!大学生」が開始された。
毎年、その年最初の紙面は新年号と称し、見開き2ページ全てを学生が企画、取材する特別号として掲載されていた。